# Hindsholm
Hindsholm ist eine 91 km² große Halbinsel im Nordosten der dänischen Insel Fünen.

## Lage
Sie wird im Westen durch den Odense-Fjord und im Süden durch den Kerteminde-Fjord begrenzt und gehört zur Kerteminde Kommune in der Region Syddanmark.
Der im Norden der Halbinsel gelegene Teil namens Fyns Hoved ist Nistplatz für zahlreiche Watvögel und Enten.

Hindsholm
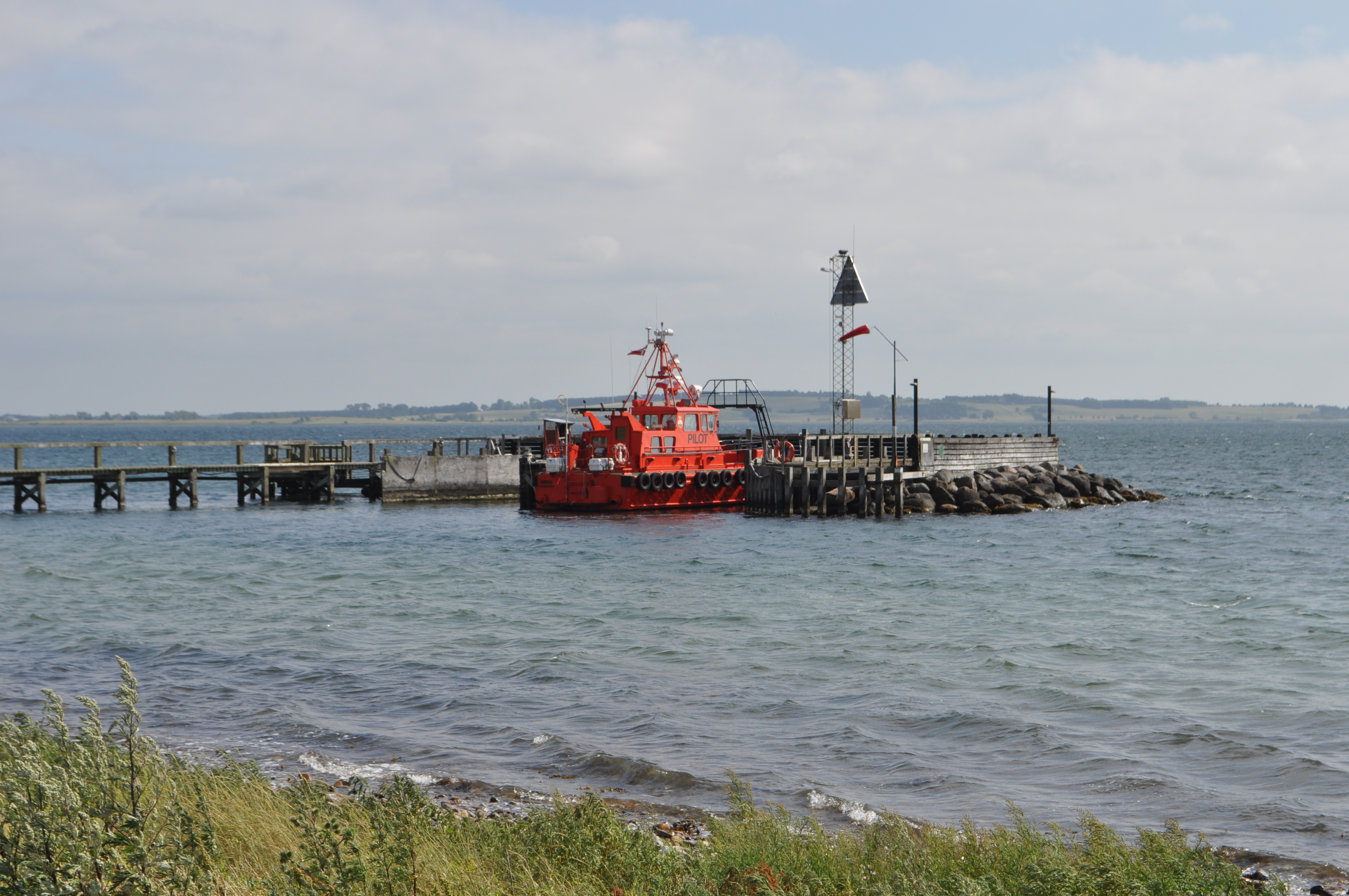
Lotsenstation
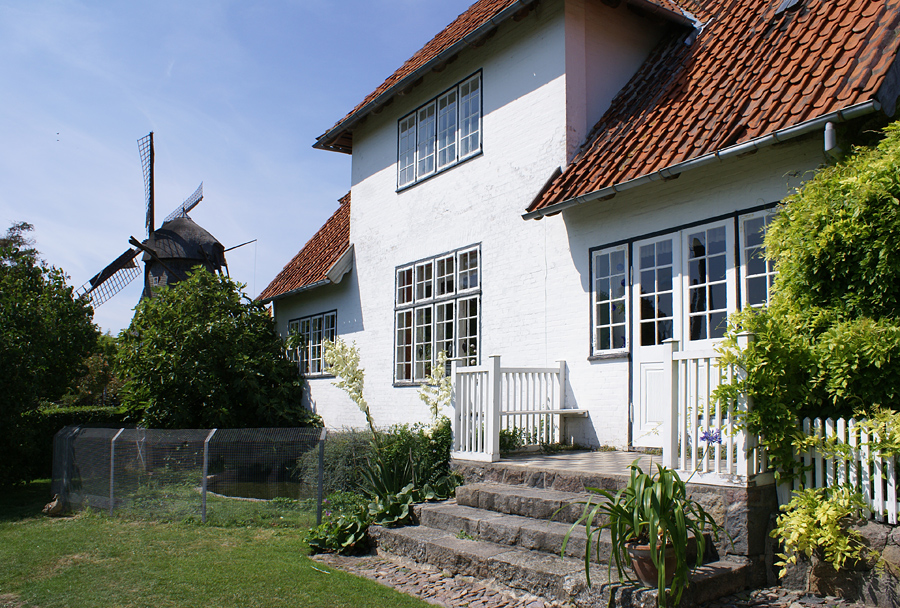
Johannes-Larsen-Museum, Kerteminde
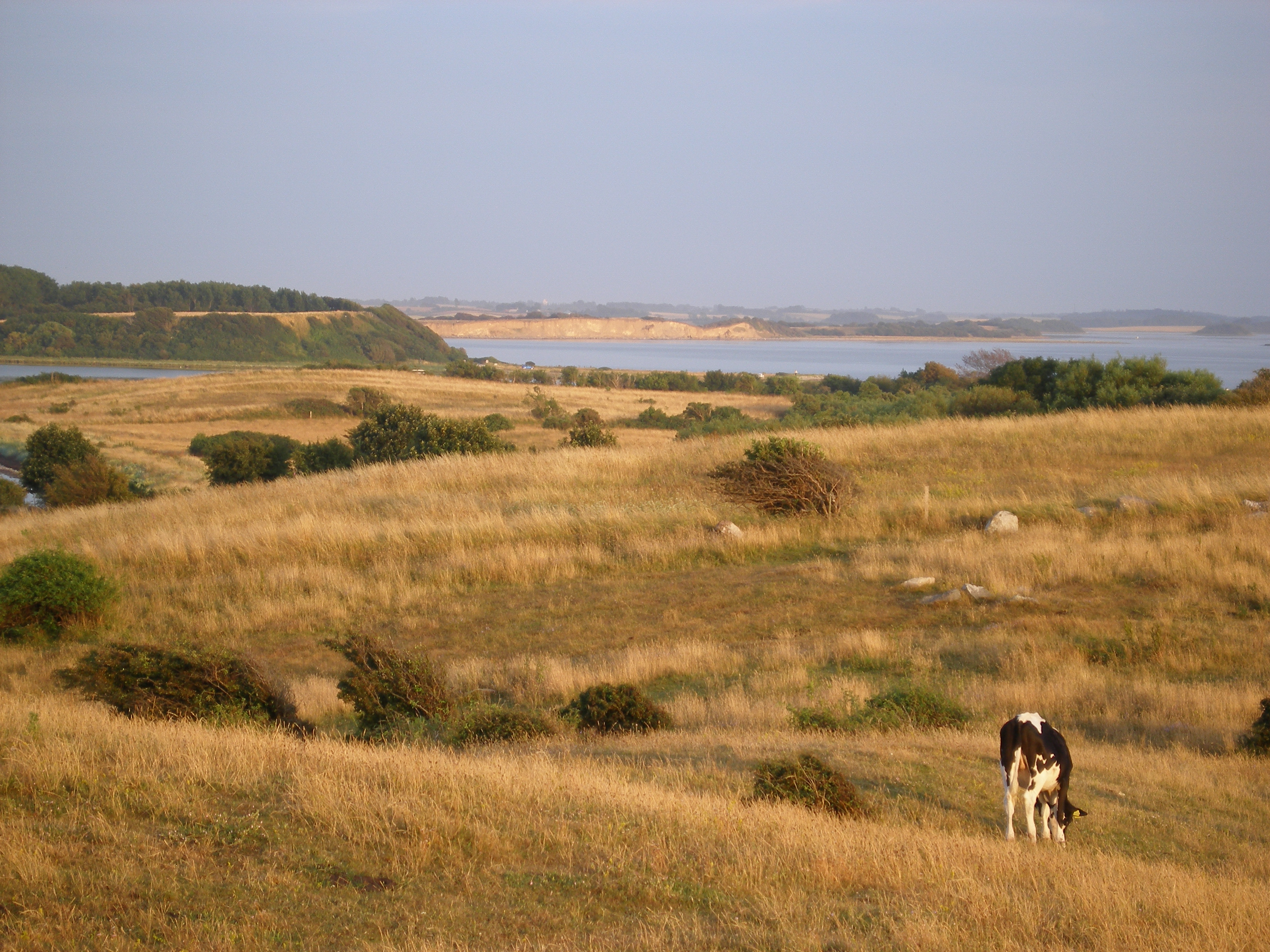
Fyns Hoved

## Orte und Sehenswertes
- Gut Hverringe
- Måle (typischer Ort der Gegend)
- Viby, unter Denkmalschutz stehender Ort mit Kirche und Windmühle
- Fynshoved (Naherholungsgebiet)
- Kerteminde mit dem Johannes Larsen Museum und anderen Museen[1]
- Brockdorff 1–3 Ganggräber
- Hestehøj Ganggrab
- Ganggräber im Nyhøj
- Mårhøj Ganggrab
- Runddysse vom Galgebjerg Dolmen
- Runddysse von Snave Dolmen